# Lo Cròs
Lo Cròs (en francès Cros) és un municipi francès situat al departament del Gard i a la regió d'Occitània.